# Kadaň (hrad)
Kadaňský hrad (německy Kaadner Burg) je původně gotický královský hrad v Kadani v Ústeckém kraji. Je chráněn jako kulturní památka České republiky a typologicky se řadí mezi středoevropské kastely. 

## Historie
Hrad v Kadani leží ve významné strategické poloze na rulové skále nad řekou Ohří. Opevnění středověkého města navazuje z obou stran přímo na hrad.

### Středověk
Prvním známým purkrabím byl v letech 1277 až 1292 Albrecht ze Žeberka, vykonávající správu v Žateckém kraji. Podle historických pramenů na hradě příležitostně pobýval Václav II. v letech 1295 a 1297, kdy se přímo v Kadani sešel s kurfiřtem Svaté říše římské Otou IV. Braniborským, aby se dohodli na společném postupu proti králi Adolfovi Nasavském.

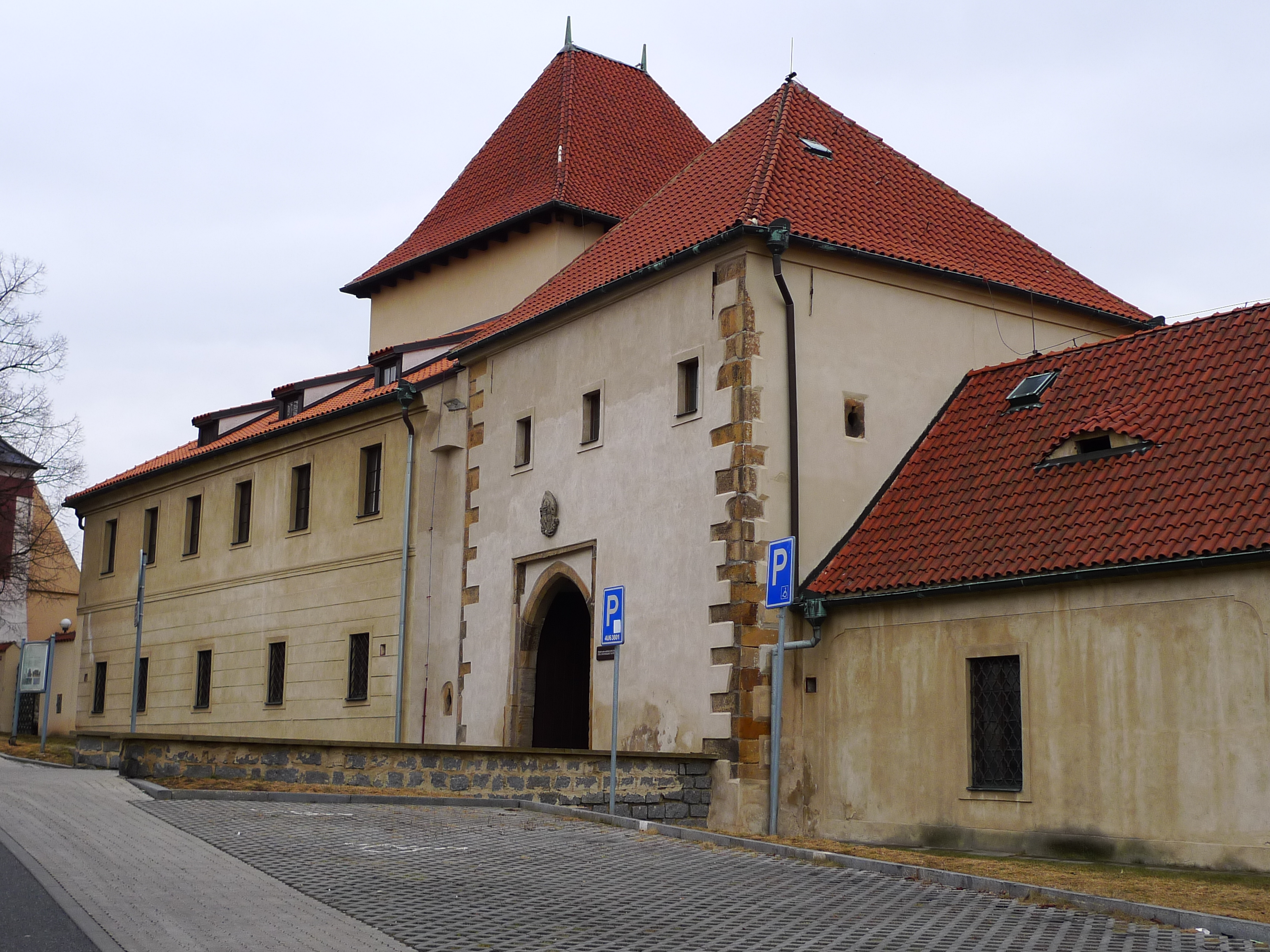
Pozdně gotická vstupní brána

Další významnou událostí bylo také setkání Václava II. s Gutou Habsburskou na hradě. S ní se sice v roce 1285 oženil, ale až do roku 1287 žili odděleně. Součástí doprovodu Guty Habsburské byl i pražský biskup Tobiáš z Bechyně, který královnu doprovázel po celou cestu z Chebu do Kadaně a pak následně do Prahy.
Hrad byl sídlem samosprávy rozsáhlého kraje a v letech 1306–1312 dokonce územní jednotky zvané Kadaňská župa.
Za panování českého krále a později i římského císaře Karla IV. zažilo město velký rozkvět, tento fakt se projevil i na stavební podobě hradu, který po velkém požáru prošel kompletní rekonstrukcí. Císař udělil roku 1366 městu právo úplné samosprávy a Kadaň navštívil hned dvakrát a to v letech 1367 a 1374.
Kadaň se stala v roce 1422 hlavním sídlem křižácké výpravy a také sídlem velitele Fridricha Braniborského. V té době byl nenávratně poškozen raně gotický kastel a jako královské sídlo už hrad nikdy nesloužil.
Král Jiří z Poděbrad nechal roku 1467 obnovit zařízení hradu. Opravu prodělal hradní palác, věž, val a příkop. Dále byl k městu vybudován zvláštní východ z hradu k řece Ohři. 

### Lobkovická přestavba
Roku 1504 nařídil Jan Hasištejnský z Lobkovic novou přestavbu hradu a od roku 1501 na něm sídlil novomanželský lobkovický pár. Kompletní rekonstrukce byla hotová až v roce 1504 a obsahovala nově osazená záclonová okna, nové sklípkové klenby, podobně jako v kadaňském františkánském klášteře. V té době stavba ztratila svůj původní raně gotický vzhled.

### Majetkem města

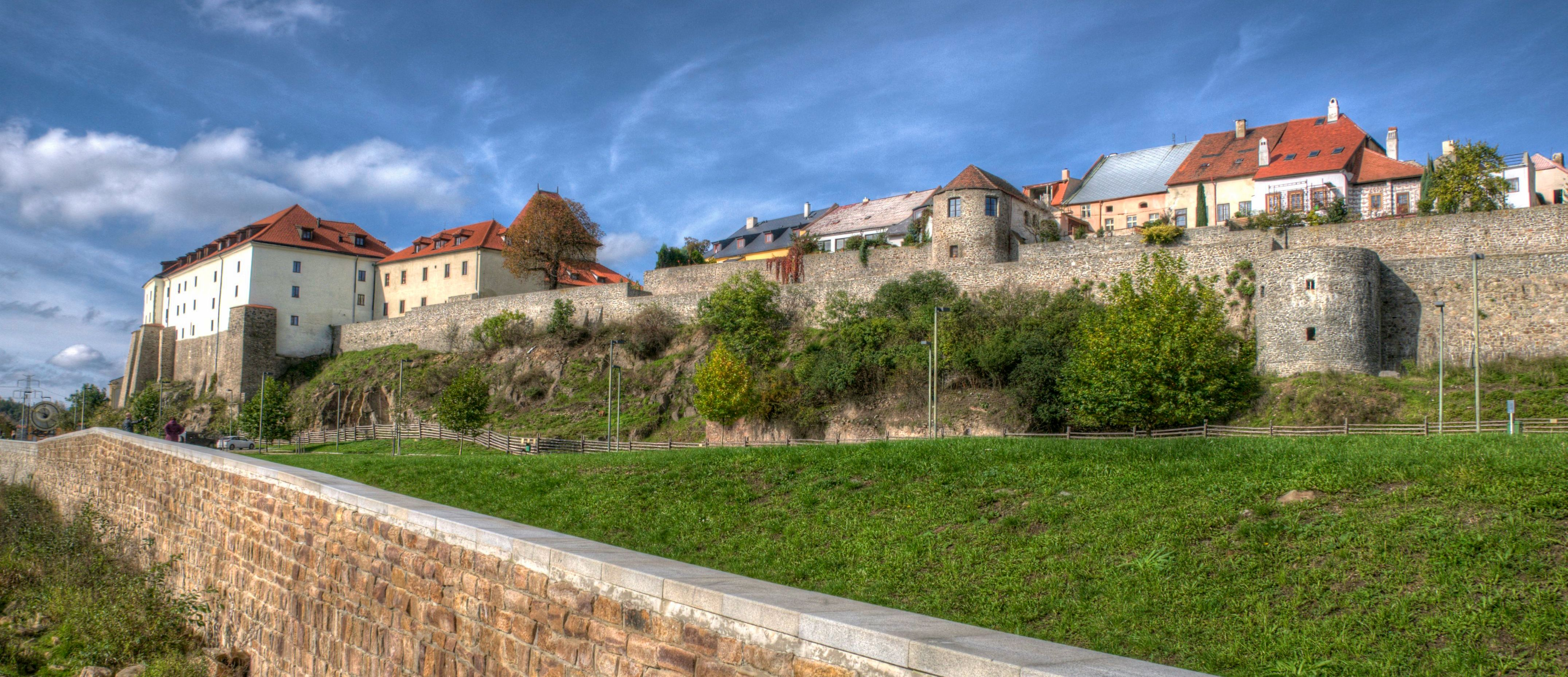
Hrad a městské opevnění z nábřeží řeky Ohře

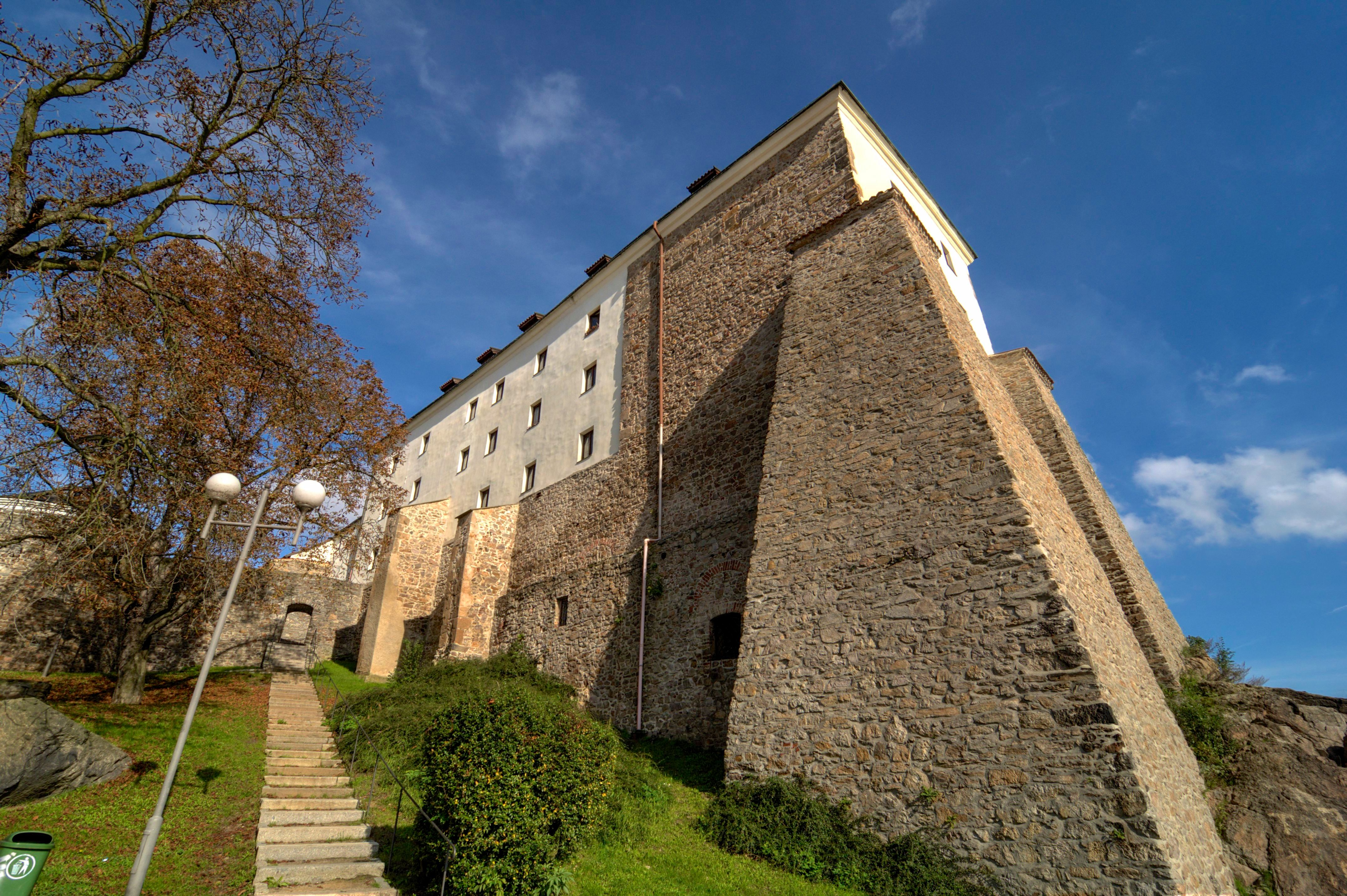
Jihozápadní nároží

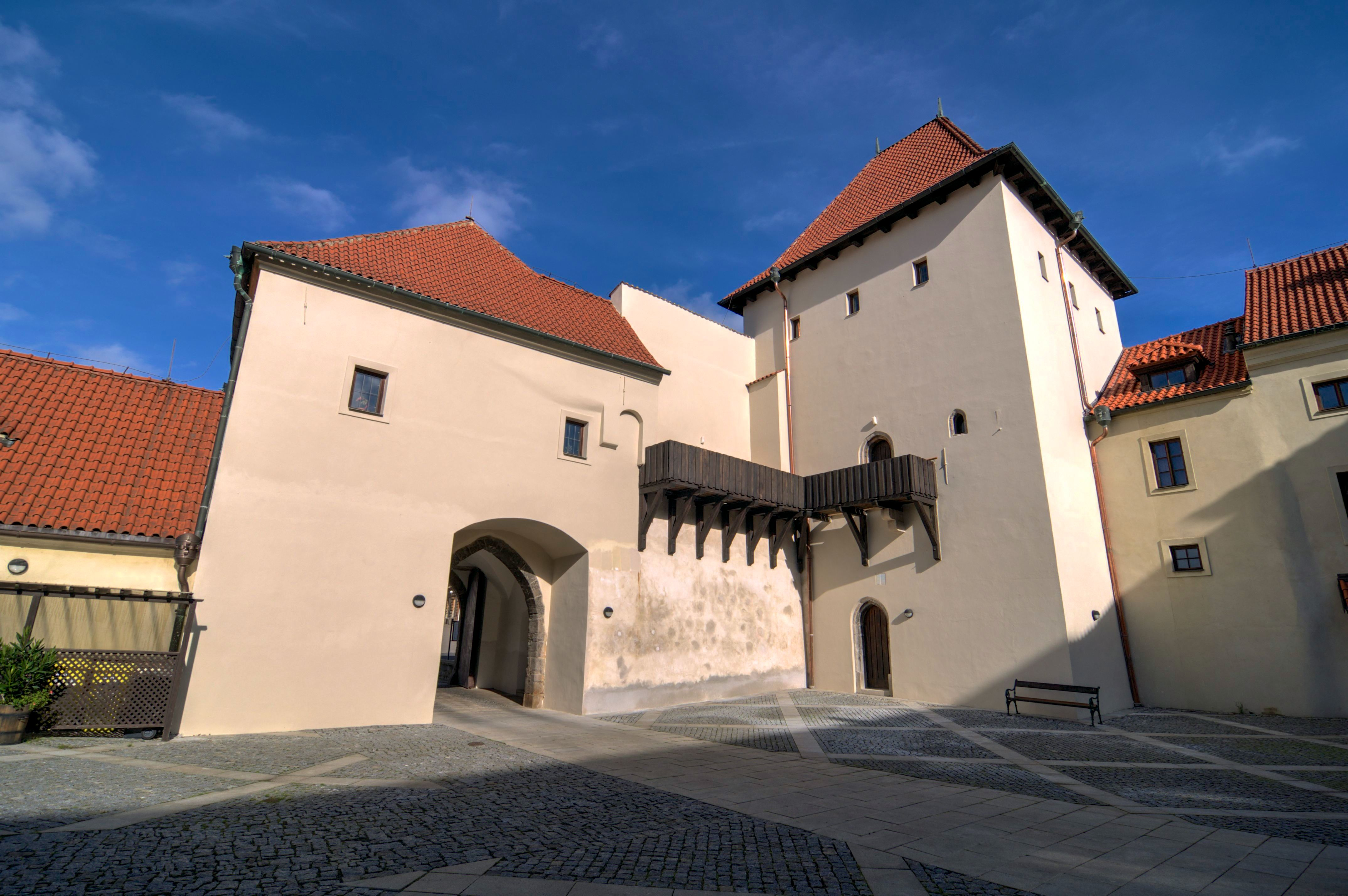
Branská věž z nádvoří

Roku 1595 se objekt stal z rozhodnutí krále Rudolfa II. majetkem města. Největší škody utrpěl hrad během třicetileté války a to především během švédského obléhání, které hrad proměnilo na příštích téměř sto let v ruinu.
Po požáru v roce 1746 byl hrad výnosem Marie Terezie přestavěn na kasárna. Bylo uvažováno o demolici severního křídla hradu a výstavbě nových obytných prostor pro habsburskou armádu. Hrad by tímto zásahem přišel o celou pozdně gotickou bránu a o celé severní křídlo včetně fragmentu severozápadní čtvercové věže.
V roce 1811 město opět vyhořelo, ani hradu se požár nevyhnul. Hradní areál byl poté obnoven v letech 1816–1818. V roce 1905 byla už schválena výstavba nového severního křídla nových kasáren. Na konci 19. století patřil hrad městu a armádní státní správě.

## 21. století
Kadaňský hrad stal zhruba na třicet let depozitářem muzea, dokud nebyl po revoluci opraven a pronajímán nejrůznějším institucím a kulturně-sociálním zařízením (dům s pečovatelskou službou, městská knihovna, obřadní síň, galerie, vinotéka, restaurace). Prostory hradní restaurace byly roku 2012 nahrazeny pobočkou městského muzea, kde byla otevřena stálá expozice zabývající se dějinami a stavebním vývojem hradu v kontextu dějin Kadaně. V prostoru, kde dříve sídlila galerie Karla Havlíčka, byl roku 2014 zřízen víceúčelový muzejní prostor, kde je možné si zkusit zahrát širokou škálu společenských her.

## Stavební podoba hradu
Původní hrad typově patřil mezi středoevropské kastely. Stál na čtverhranném půdorysu se čtyřbokými věžemi v rozích. Mezi nimi s výjimkou východní strany postupně vznikla palácová křídla. Alespoň část místností v patrech zpřístupňoval arkádový ochoz. Hrad byl opevněn i proti městu parkánem a příkopem. Během pozdně gotické přestavby byly zbořeny obě západní věže a parkán byl zastavěn budovou brány. Paláce byly nově zaklenuty a osvětleny okny. Archeologické průzkumy odhalily základy dvou věží jižního křídla. Východní a západní průčelí se napojuje na opevnění města.
Nad řekou stojí třípodlažní podsklepená tři křídla kasáren upravených za vlády Marie Terezie. Z původního hradu se zachovala severovýchodní věž, která má nyní obnovenou valbovou střechu. Severní křídlo je dvoupodlažní a je prolomeno pozdně gotickou vstupní branou.
Podél jižního křídla vede vstup na procházkovou trasu po městském hradebním okruhu. Průčelí všech křídel hradu je v současnosti obnoveno. Odhaleny byly také fragmenty raně gotických okenních otvorů, které ukazují na změny ve výšce podlaží. Interiér hradu však nese stopy různých přestaveb, úprav a rekonstrukcí. V tomto průčelí nad řekou jsou dále odhaleny prvky pískovcového ostění sdružených raně gotických okének ukončených trojlaločnou jeptiškou. Gotická okénka jsou pak dále zachována také v severovýchodní věži. Pozdně gotická ostření se nacházejí v severní bráně. Vznik hradního areálu na skalní rulové terase lze klást do doby vlády Přemysla Otakara II.
Hrad je zbytkem nejvýraznějšího raně gotického kastelu královského hradu ve střední Evropě.